# John McCartin
John McCartin (n. 24 aprilie 1939) este un om politic irlandez, membru al Parlamentului European în perioada 1999-2004 din partea Irlandei. 
1. 1 2 3 4   https://www.oireachtas.ie/en/members/member/Joe-J-McCartin.S.1973-06-01 Lipsește sau este vid: |title= (ajutor)